# Muhammed VIII de Granada
Muhammed VIII de Granada (1409-1431), fue un soberano nazarí de Granada que reinó entre 1417 y 1419, y entre 1427 y 1429.
Era hijo y sucesor de Yusuf III; accedió al trono de jure siendo niño, pero el poder de facto estuvo en manos del antiguo visir de su padre. En 1419 una conspiración urdida por los Abencerrajes, dentro de las luchas nobiliarias que asolaban el reino, le expulsó del trono, colocando en su lugar a Muhammed IX, un nieto de Muhammed V.
Ocho años después, Muhammed VIII recuperó el trono. Perdonó a los Abencerrajes, esperando ganarlos a su causa, pero Yúsuf ibn Sarraŷ, que seguía defendiendo a Muhámmad IX, logró el apoyo del rey castellano Juan II. Con esa ayuda, y con la de los hafsíes de Túnez, en donde se había refugiado, Muhammed IX volvió al poder en Granada en 1429. Muhámmed VIII fue hecho prisionero y encerrado en Salobreña junto a su hermano Abu l-Hasan Alí, y dos años más tarde, asesinado.
Su hijo, el futuro Muhammed X, fue perdonado y quedó en custodia de Muhammed IX.
| Predecesor: Yusuf III | Sultán de Granada 1417-1419 | Sucesor: Muhammed IX |

| Predecesor: Muhammed IX | Sultán de Granada 1427-1429 | Sucesor: Muhammed IX |